# 코파 데 라 코로나시온 결승전
코파 데 라 코로나시온 결승전(스페인어: La Final de la Copa de la Coronación)은 스페인의 축구 컵대회인 코파 데 라 코로나시온의 결승전이다. 경기는 마드리드의 이포드로모에서 1902년 5월 15일에 열렸다. 경기는 비스카야 빌바오와 바르셀로나 간의 경기로, 카를로스 파드로스 주심이 이 경기를 중재했다.
키스바야 빌바오가 바르셀로나를 2-1로 이기면서 이 대회의 우승을 차지했다.

## 상세 경기 정보
| 비스카야 빌바오                           | 2–1 | 바르셀로나            |
| ----------------------------------------- | --- | --------------------- |
| 후안 아스토르키아 10′ · 아르망 카제오 20′ |     | 우도 슈타인베어크 75′ |

| 비스카야 빌바오:         |  |
|                          |  |
| 루이스 아라나            |  |
| 엔리케 카레아가          |  |
| 페드로 라라냐가          |  |
| 루이스 실바              |  |
| 아마도 아라나            |  |
| 엔리케 고이리            |  |
| 아르망 카제오            |  |
| 후안 아스토르키아 (주장) |  |
| 윌리엄 다이어            |  |
| 라몬 실바                |  |
| 월터 에번스              |  |

| 바르셀로나:        |  |
|                    |  |
| 새뮤얼 모리스      |  |
| 류이스 푸엘례스    |  |
| 게오게 마이어      |  |
| 제임스 모리스      |  |
| 어니스트 위티      |  |
| 미겔 발데스        |  |
| 윌리엄 파슨스      |  |
| 주안 감페르 (주장) |  |
| 우도 슈타인베어크  |  |
| 알폰소 알베니스    |  |
| 헨리 모리스        |  |

## 같이 보기
- 아틀레틱 빌바오-바르셀로나 경쟁